# Monanthotaxis fornicata
Monanthotaxis fornicata är en kirimojaväxtart som först beskrevs av Henri Ernest Baillon, och fick sitt nu gällande namn av Bernard Verdcourt. Monanthotaxis fornicata ingår i släktet Monanthotaxis och familjen kirimojaväxter. IUCN kategoriserar arten globalt som livskraftig. Inga underarter finns listade i Catalogue of Life.